# 装飾花

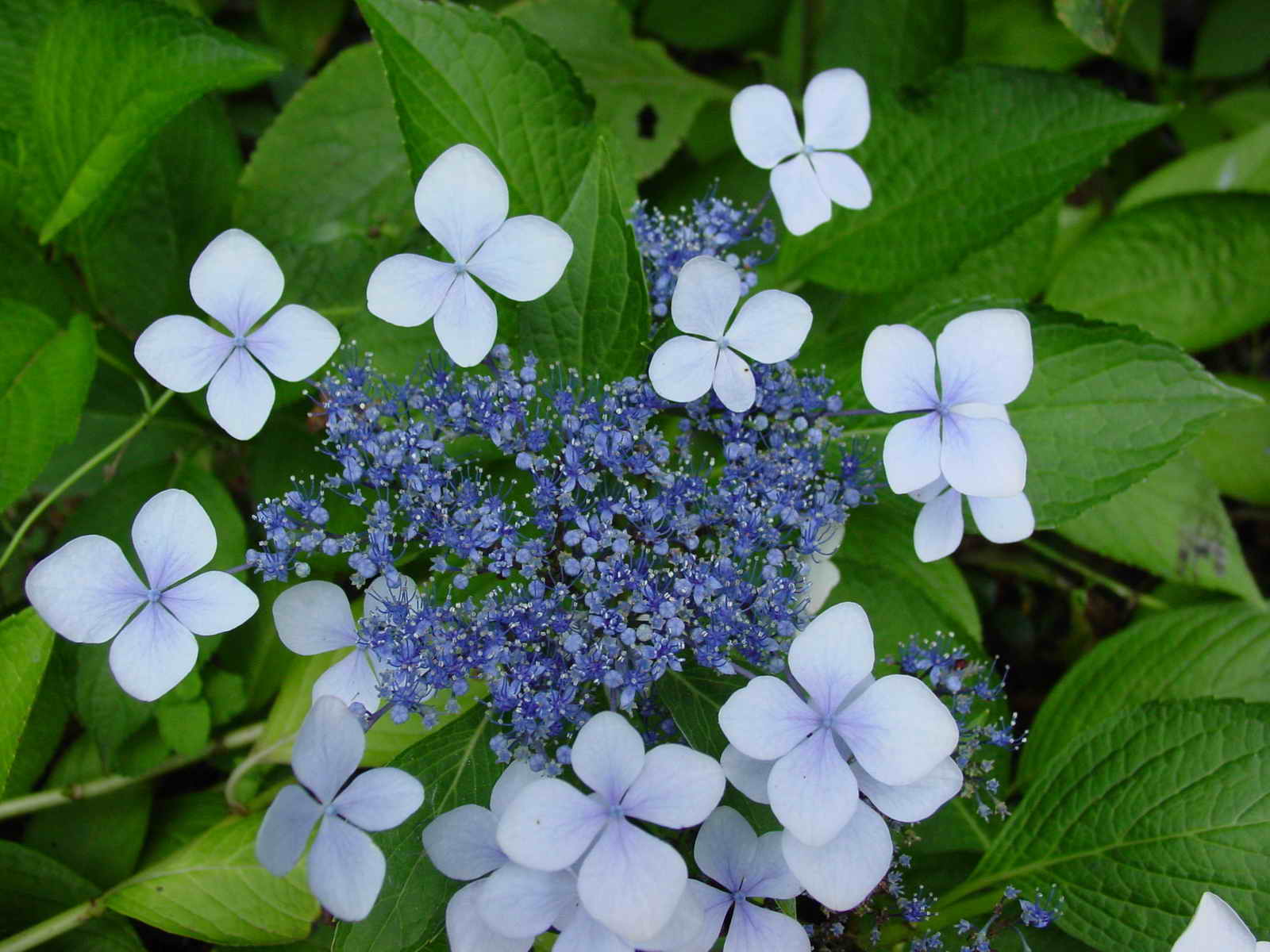
ガクアジサイの花序
中央に両性花、周囲に装飾花が並ぶ

装飾花（そうしょくか、英語：ornamental flower）とは、特殊化した花の型である。たとえば一つの花序で周辺部の花のみに花弁が大きく発達している場合に、そのような花をこう呼ぶ。花序全体を目立たせ、訪花動物を誘引する効果があると考えられる。

## 具体例
たとえばアジサイの場合、個々の花は4枚の花弁状の構造（実際には萼片）が大きく広がって平面を作り、そのような花が多数集まってくす玉のようになっている。このような花には果実を生じず、これは花の雄しべと雌しべが不完全だからである。
実は、アジサイのこのような姿は人工的な品種改良の過程で出来たものである。野生種であるガクアジサイではこのような花は花序の周辺部のみにある。それ以外の花はこのような花弁状の構造は見えない代わりに、遠目には目立たないが4枚の萼片の他に5枚の花弁、10本の雄しべと1本の雌しべを持ち、完全な花の形をしている。これに対して花序の周辺の花では萼片が大きく発達する代わりにそれ以外の要素は不完全となっている。これは生殖器官としての花の機能を失い、訪花動物を誘引するための構造のみが発達しているものであり、これを装飾花という。
なお、アジサイの場合、花序を構成する花全てがこの装飾花に変化したものである。この場合、元来の形である装飾花が周辺のみに生じるのを『萼咲き』というのに対して、全てが装飾花になったものを『手まり咲き』と言う。

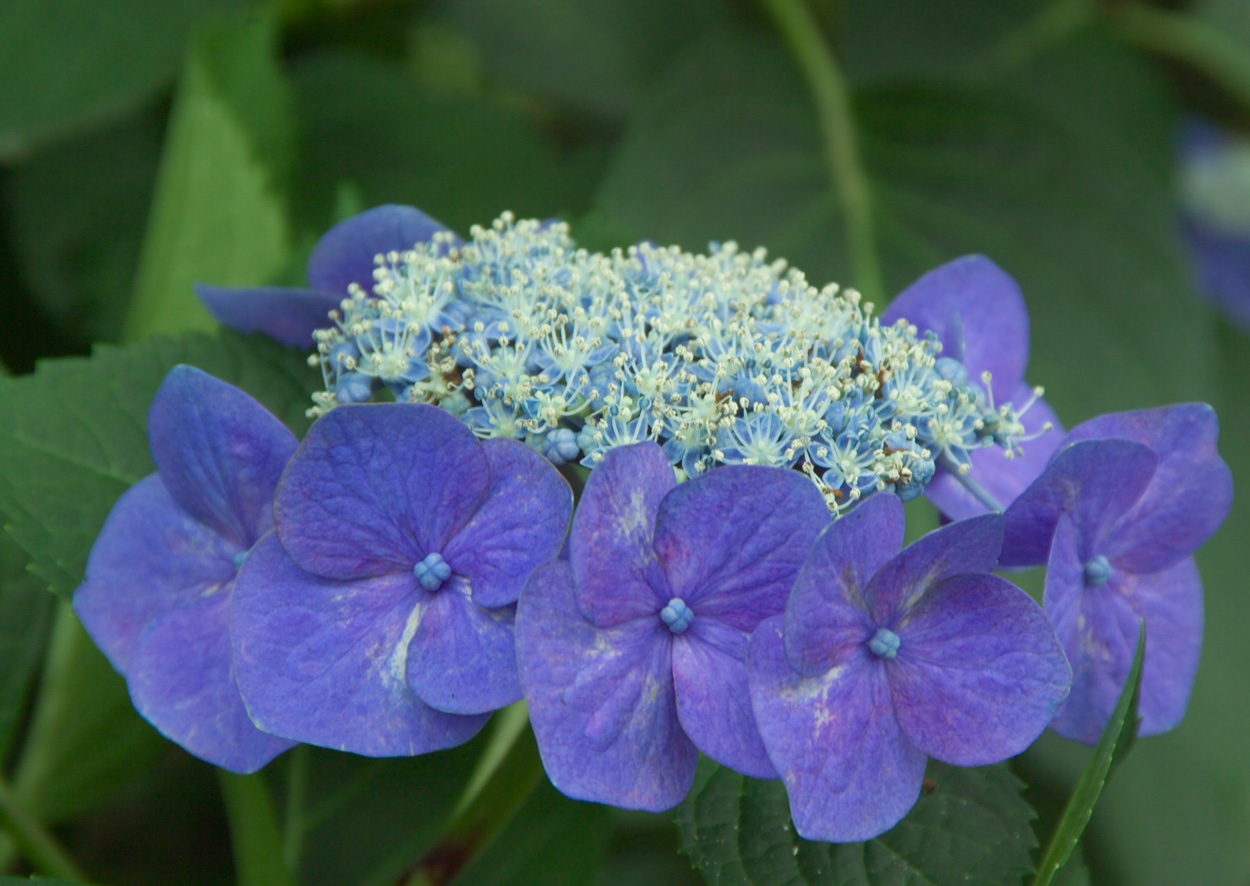
ガクアジサイ 両性花では雄しべがよく見える。 装飾花では花は開いていない
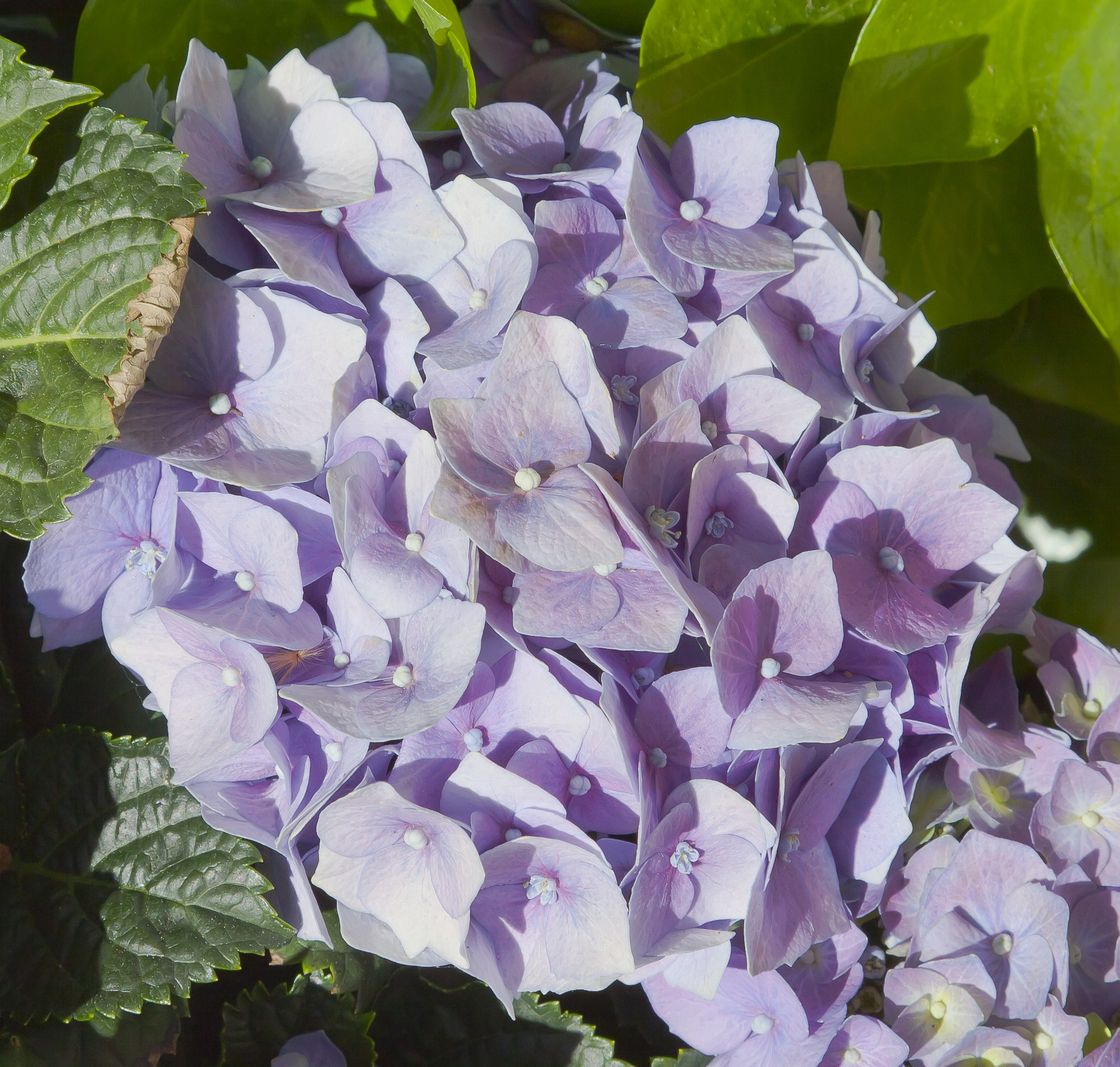
アジサイはすべて装飾花からなる

## 一般論
小柄な花が多数集まった花序を作る植物で、それが多数の花の並んだ盤面を作るような場合、その中に、雄しべ雌しべが発達した花と、それらの発達が悪く、代わりに花弁のような構造が大きく発達した花があることがある。花弁の大きい方は、普通はその花序の周辺に出る。この場合の外側の花弁の発達した花を装飾花という。内側の花を両性花という。装飾花は不稔である。ただし、ガクアジサイの装飾花には稔性があるとの報告もあるので、中央の花を両性花というのは必ずしも正しくないとの指摘もある。これについては正常花、普通花などの用語もある。装飾花に対しても周辺花、不稔花などの語も使われる。
この場合の装飾花は、花序全体をあたかも一つの花のように見せて視覚的に目立たせるものと考えられ、ハナバチ類やハナアブ類など、視覚の発達した花粉媒介昆虫に対してアピールする効果があると考えられる。装飾花の花弁は昆虫の目を引くためであるが、両性花が小さいのは、装飾花に囲まれた面積の中に出来るだけ多くの花を詰め込むことで昆虫の訪花一回あたりの受粉効率を高めるための適応とも考えられる。
装飾花は両生花よりも早く展開し、早くに発色して虫を誘う役割をする。また両性花の全てが咲き終わるまでしっかりその色と形を保つ。
実際に装飾花が昆虫の誘引に効果を持っているということを証明するのは難しい。しかし、コガクウツギにホソヒラタアブがやって来た時、まず装飾花に寄ってきて、その後に両性花に移動するとの観察もある。また、装飾花で発達する部位はアジサイ科では萼片、スイカズラ科では花弁であり、全く異なってはいるが、外見的にはとてもよく似ており、花序における形や配置などにも共通点が多い。これも昆虫を誘引するための適応と考えれば理解できる。また、両性花が小型になっているので、大きな訪花昆虫にとっては装飾花がその定位する場を提供しており、装飾花に乗って両性花に口を付けるのに便利との指摘もある。

## 装飾花を持つ植物
典型的な装飾花を持つ例としては、代表的なものに日本では以下のようなものがある。
- アジサイ科
  - アジサイ属：ヤマアジサイ・ガクウツギ・ノリウツギ・ツルアジサイ
  - イワガラミ属：イワガラミ
  - バイカアマチャ属：バイカアマチャ
  - クサアジサイ属：クサアジサイ
  - ギンバイソウ属：ギンバイソウ
- レンプクソウ科（またはガマズミ科、旧分類ではスイカズラ科）
  - ガマズミ属：ヤブデマリ、ムシカリ

アジサイ科ではアジサイ属で大部分の種が装飾花を持つが、コアジサイのように全く持たないものもある。同科ではこの属以外にもイワガラミ属やバイカアマチャ属などがやはり装飾花を持つ。レンプクソウ科ではガマズミ属のうちの一部が装飾花を持つ。それらは花序の形としてはいずれもよく似ている。
ただ、この中でギンバイソウやバイカアマチャでは両性花が白くて大きく、観賞用に栽培されるほどであるのに対して、その装飾花はむしろ普通花より小さいくらいで、一般的な装飾花の役割を果たすとは見えない。ただ、バイカアマチャの場合は、低木で花が枝の下に下がるように咲くのに対して、装飾花は上に出て葉の間からその姿を見せるように付く。
また、キク科などの頭状花序に於いても、花序の周辺に花弁が大きく発達した小花が並ぶ例があり、これも効果としては装飾花と同様と考えられるが、稔性を持つものが多い。ただしヒマワリのようにこの舌状花が不稔のものは同じように考えることが出来る。
類似する構造としては、たとえばコンロンカ（アカネ科）の場合は花序の周辺の花で萼片の1枚が大きく広がって白くなり、まるで花序全体を囲む花弁のようになるが、この例では花そのものは内側のものと大差ない。その他イネ科などにも花の一部が退化して芒などのような装飾的構造のみになる例はあるが、装飾花と呼ばれることはないようである。

### アジサイ科

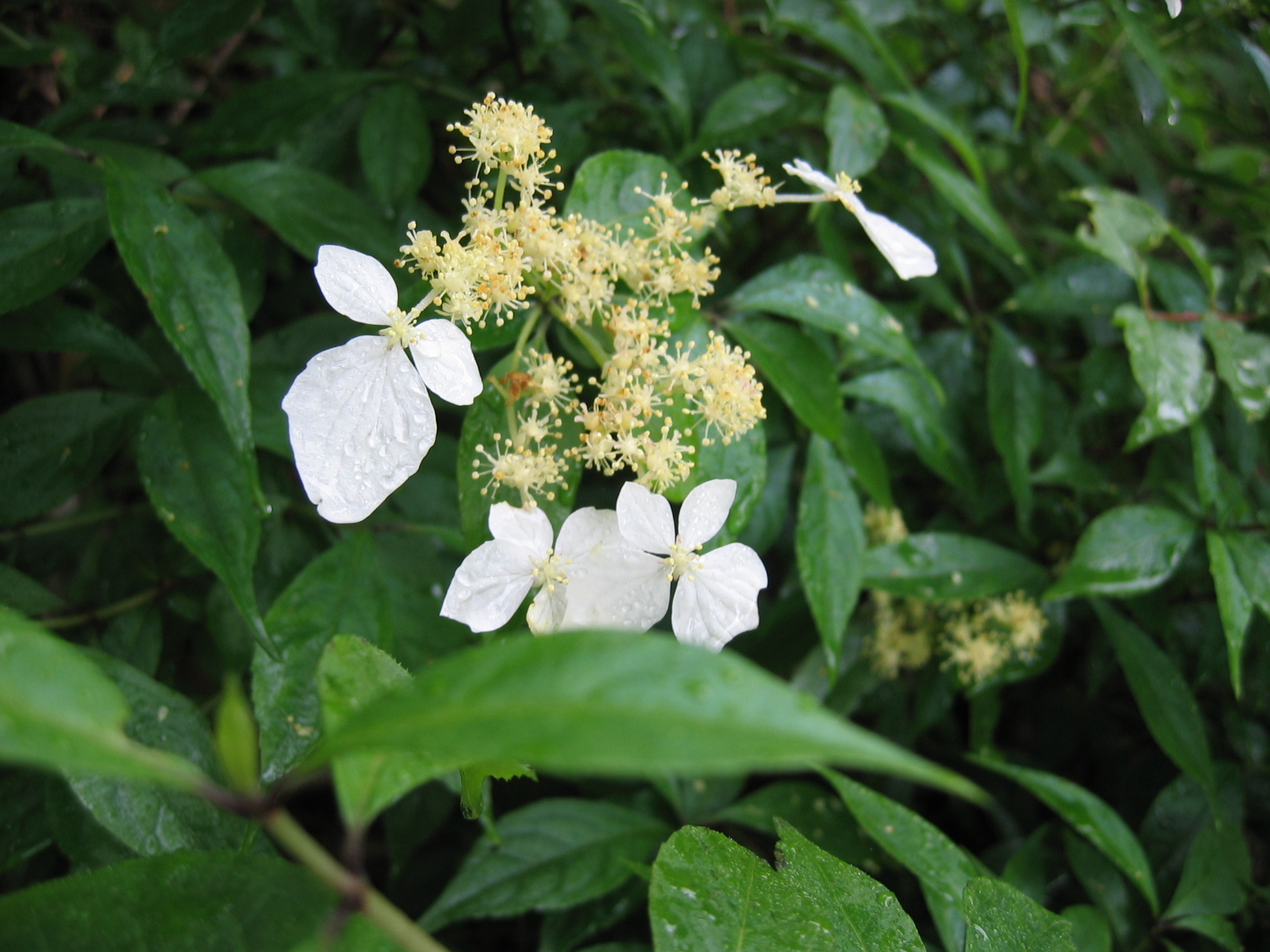
ガクウツギ
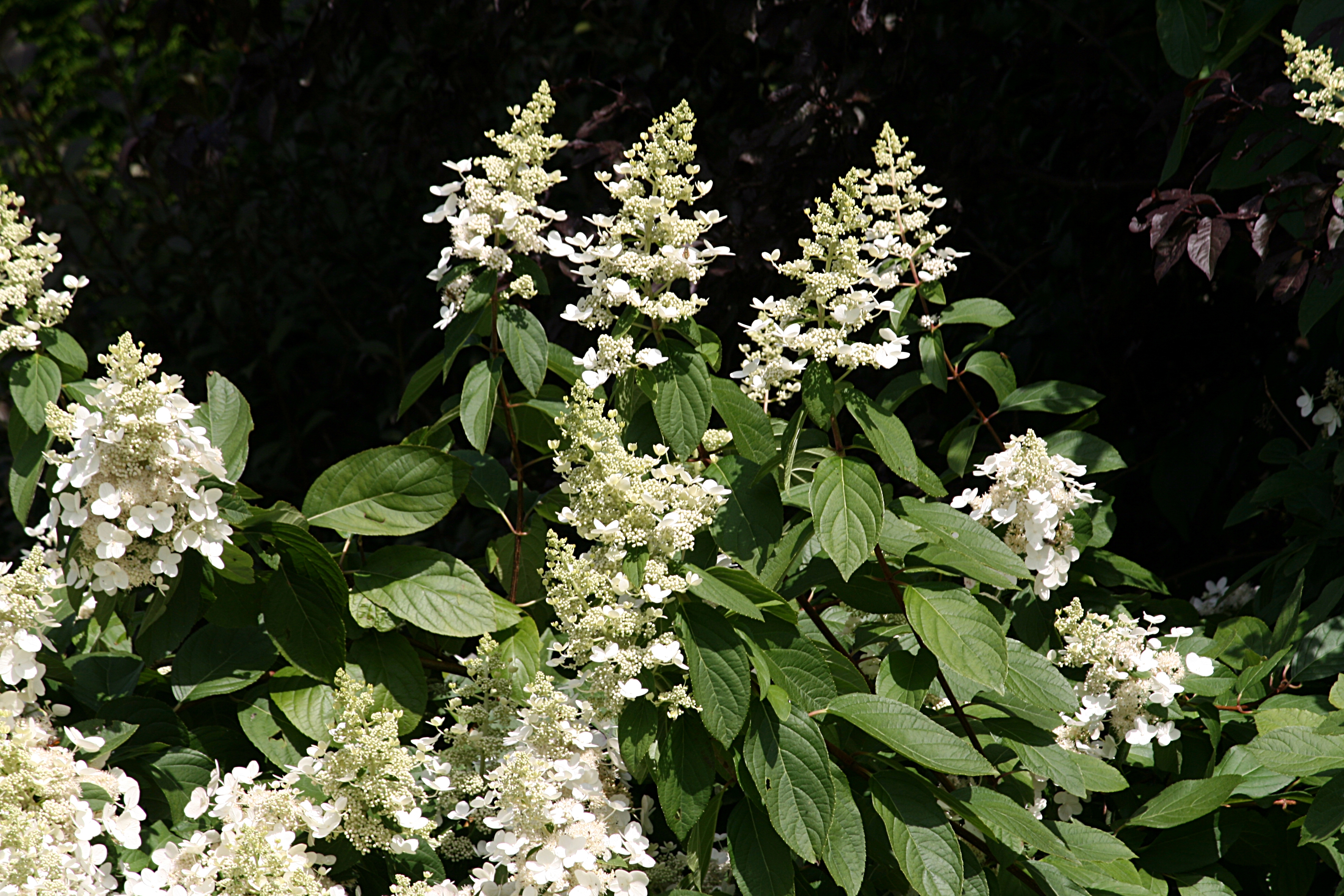
ノリウツギ
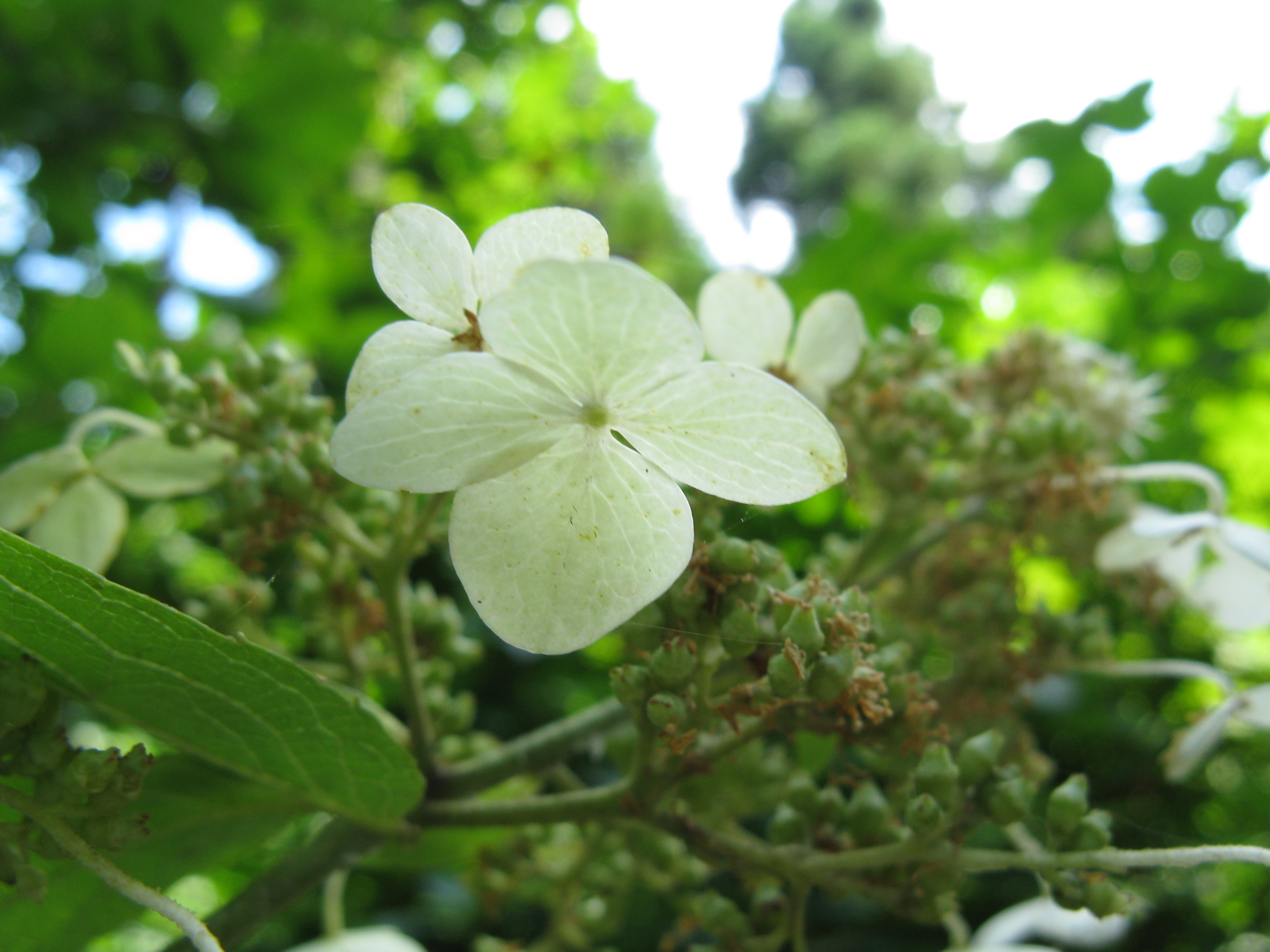
ノリウツギ・花後 果実の時期でも装飾花は健在
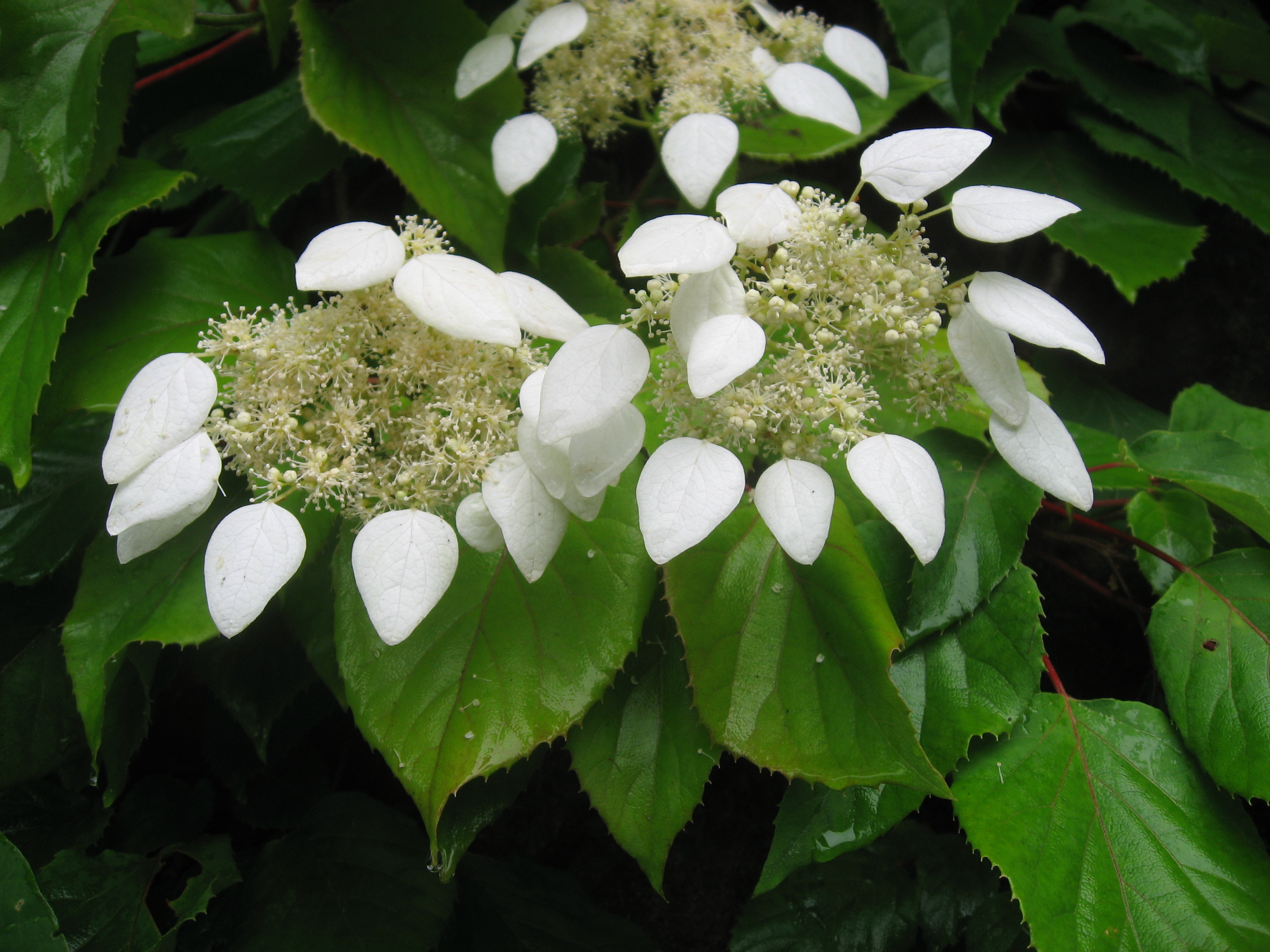
イワガラミ
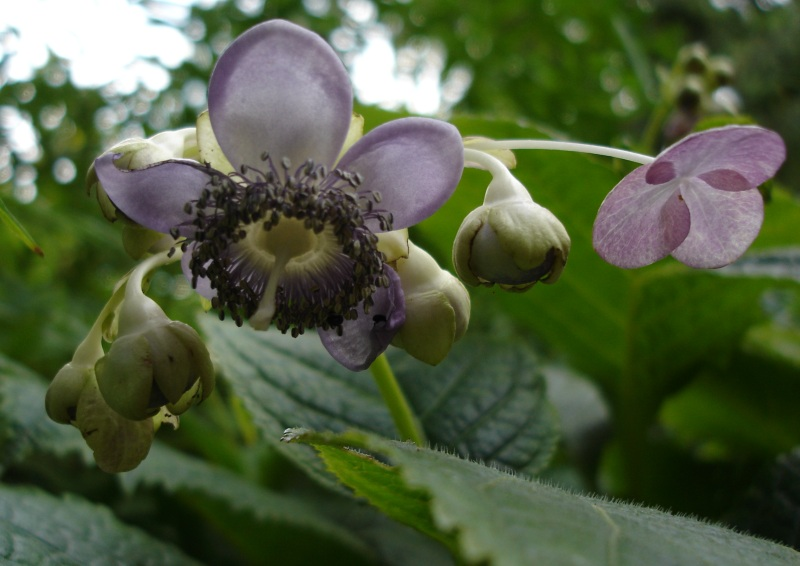
ギンバイソウ属の1種Deinanthe caerulea

### レンプクソウ科（ガマズミ科）

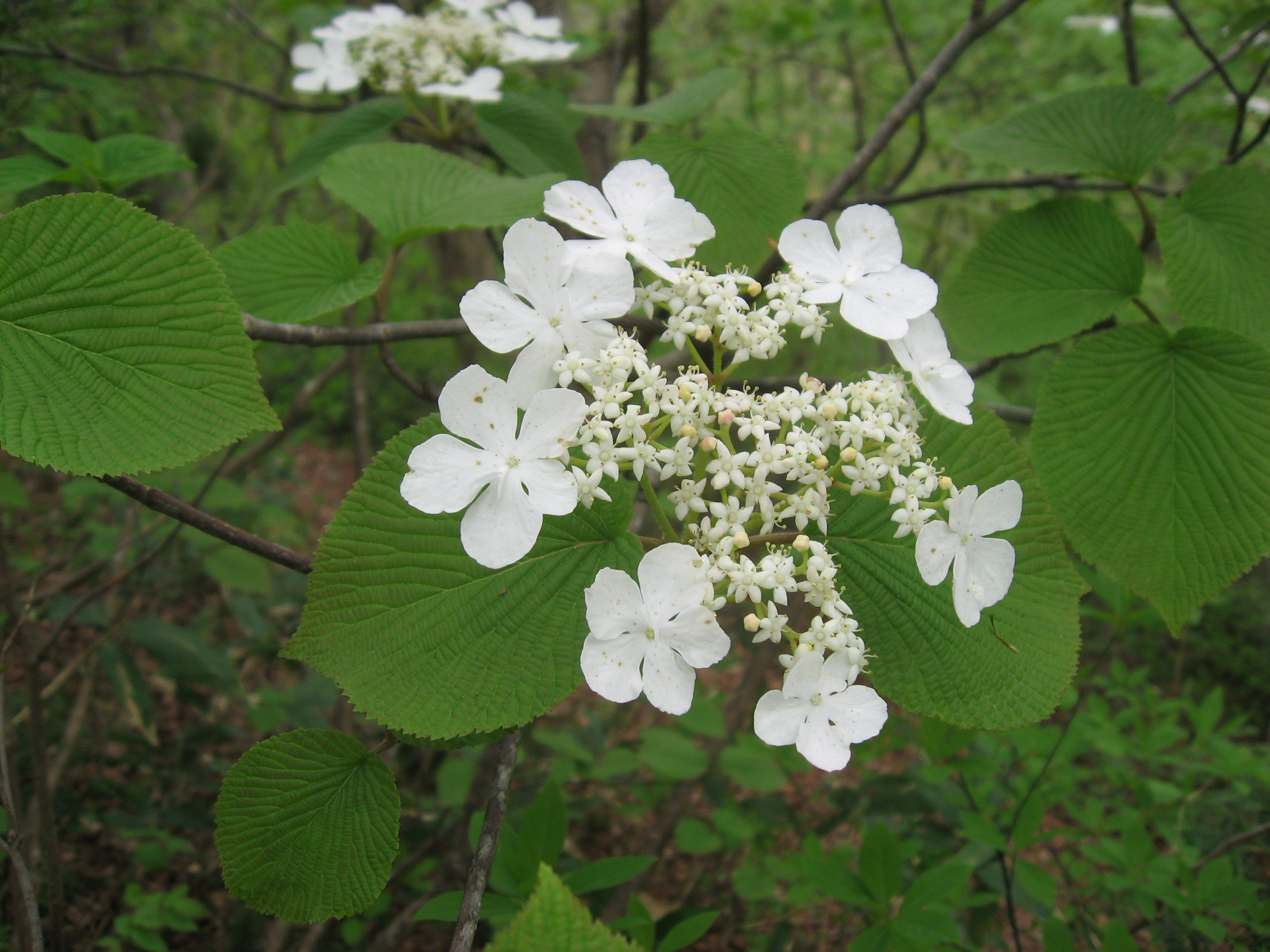
ムシカリ
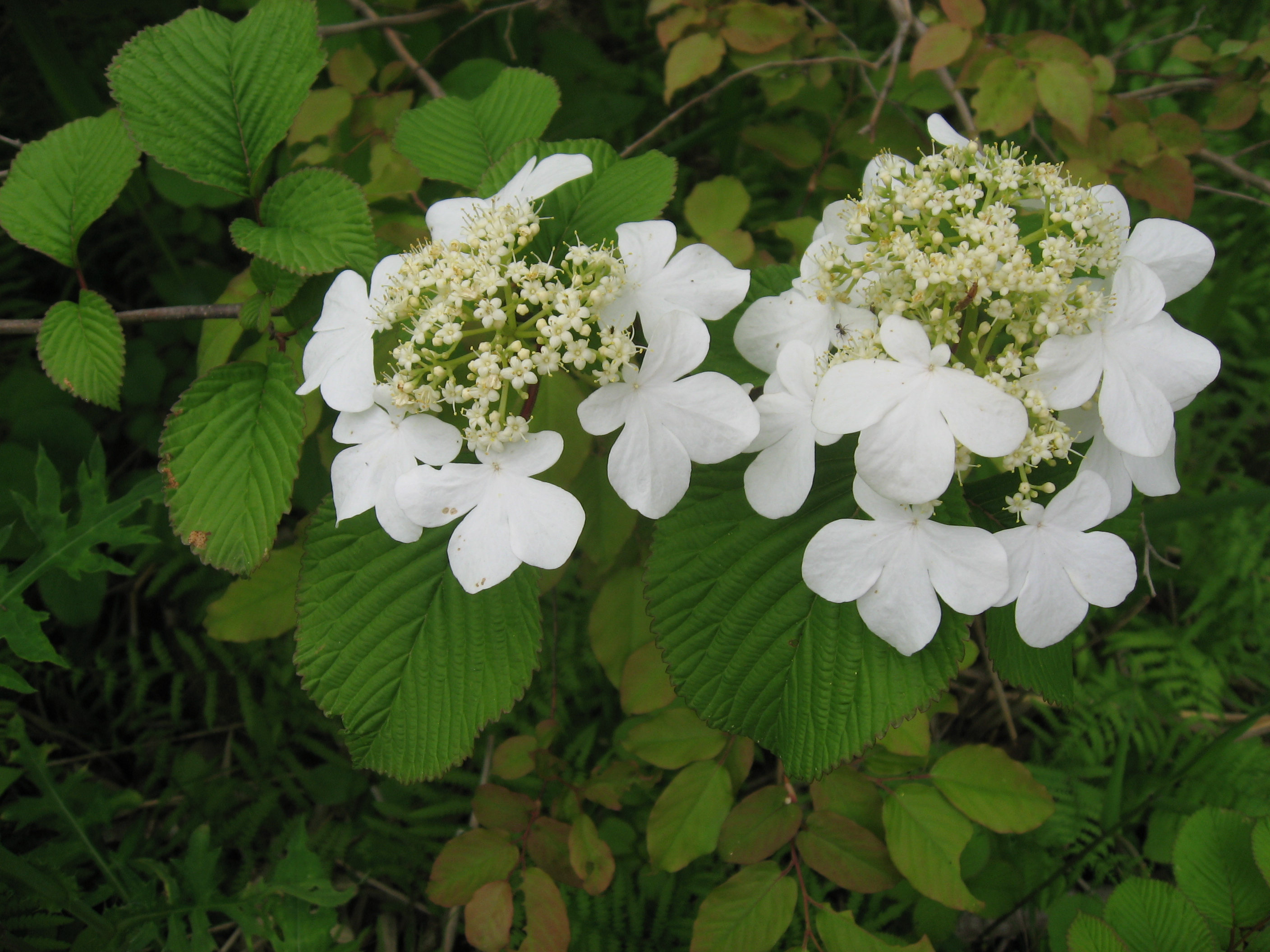
ヤブデマリ
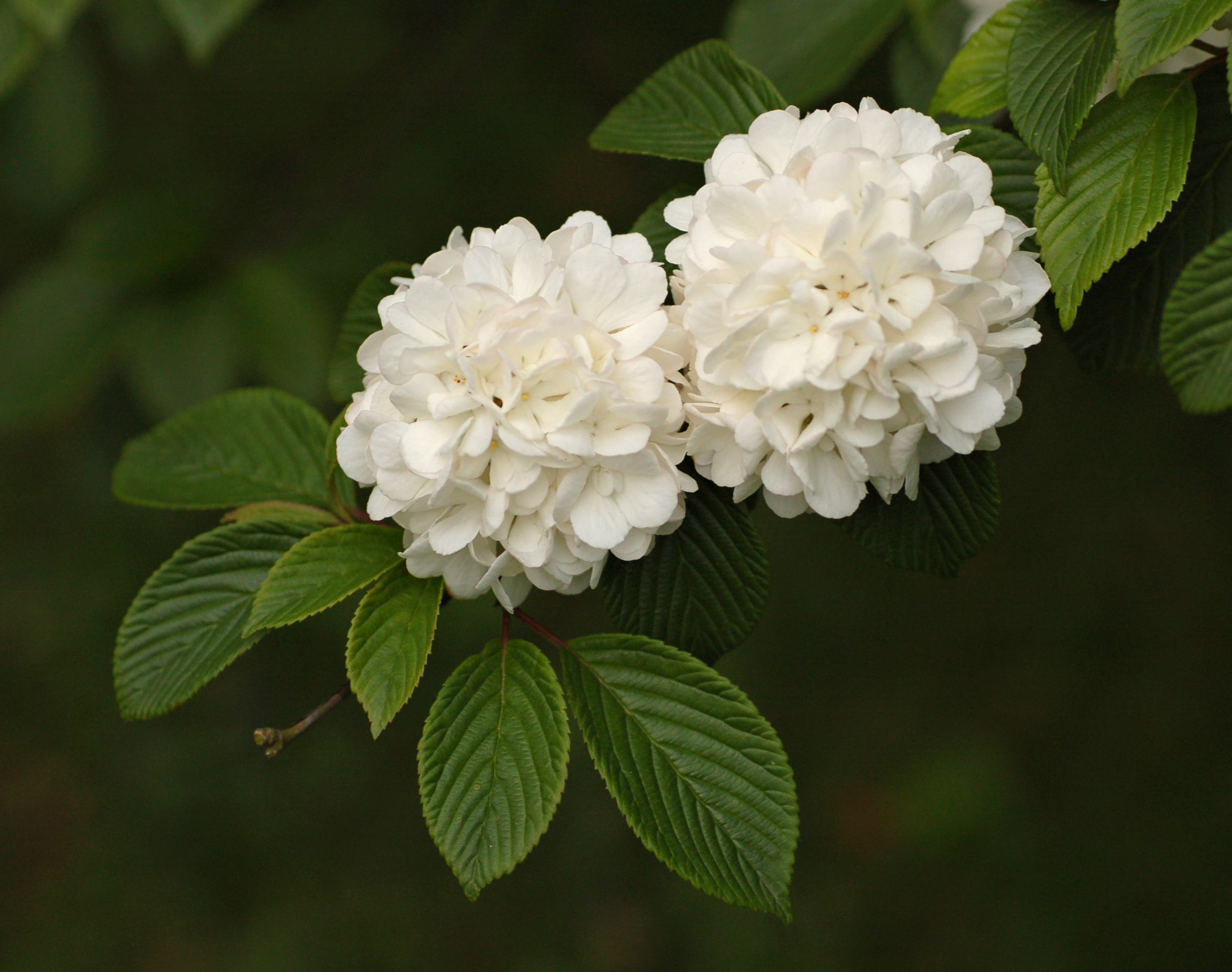
オオデマリ(ヤブデマリの手まり咲き）

### 類似例

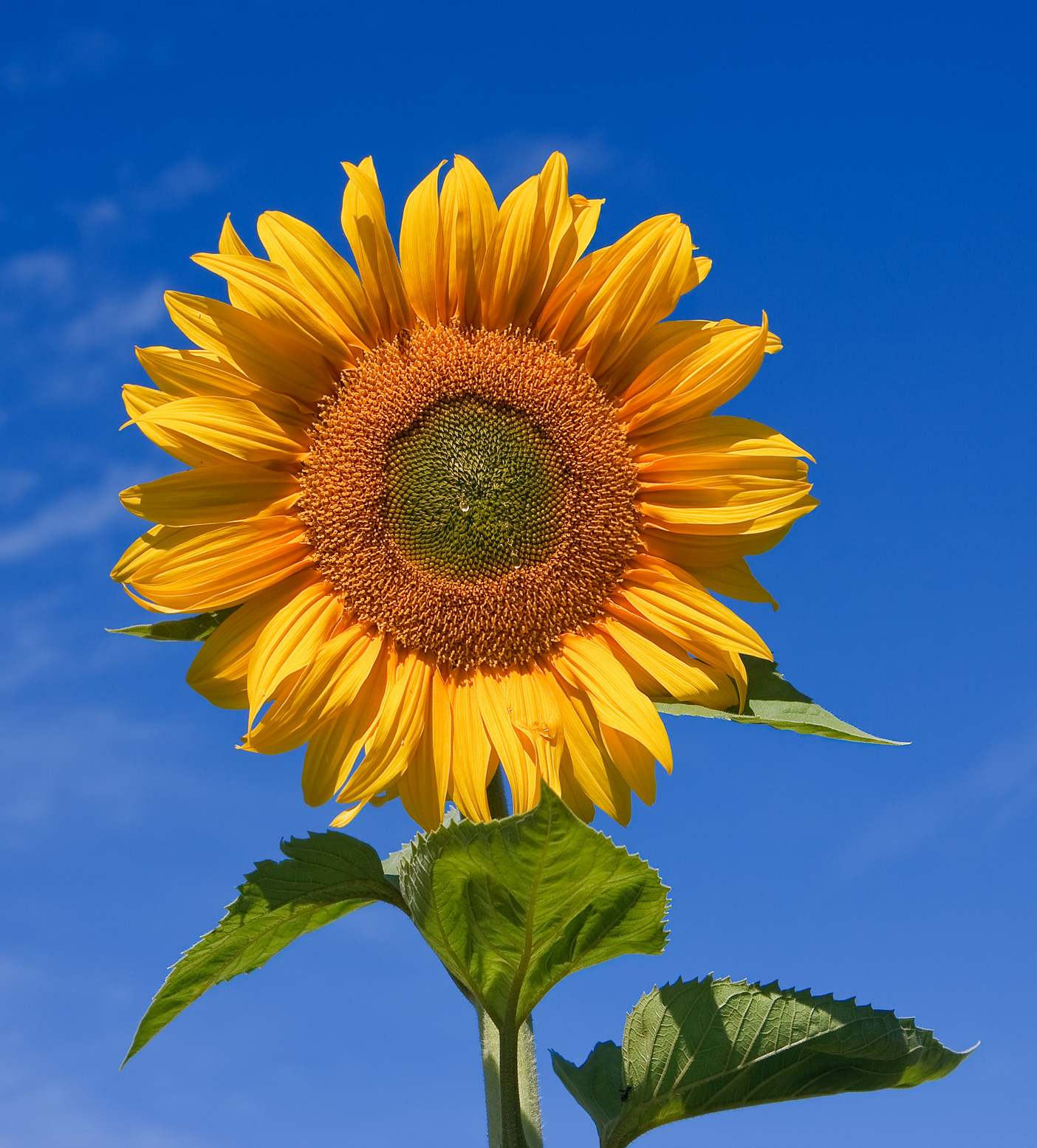
ヒマワリ 花弁に見えるのは不実の舌状花
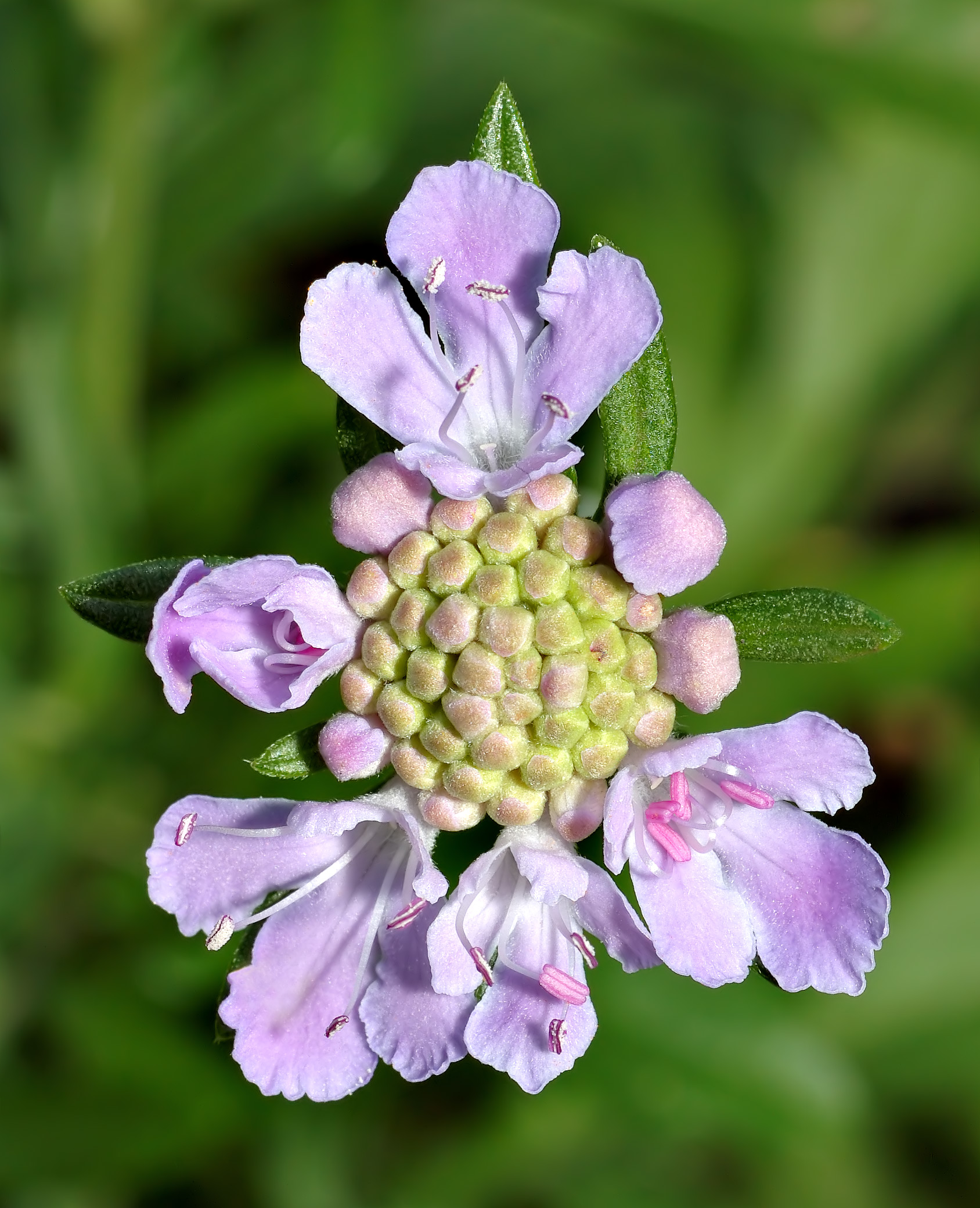
マツムシソウ(周辺の花で花弁が大きい例)
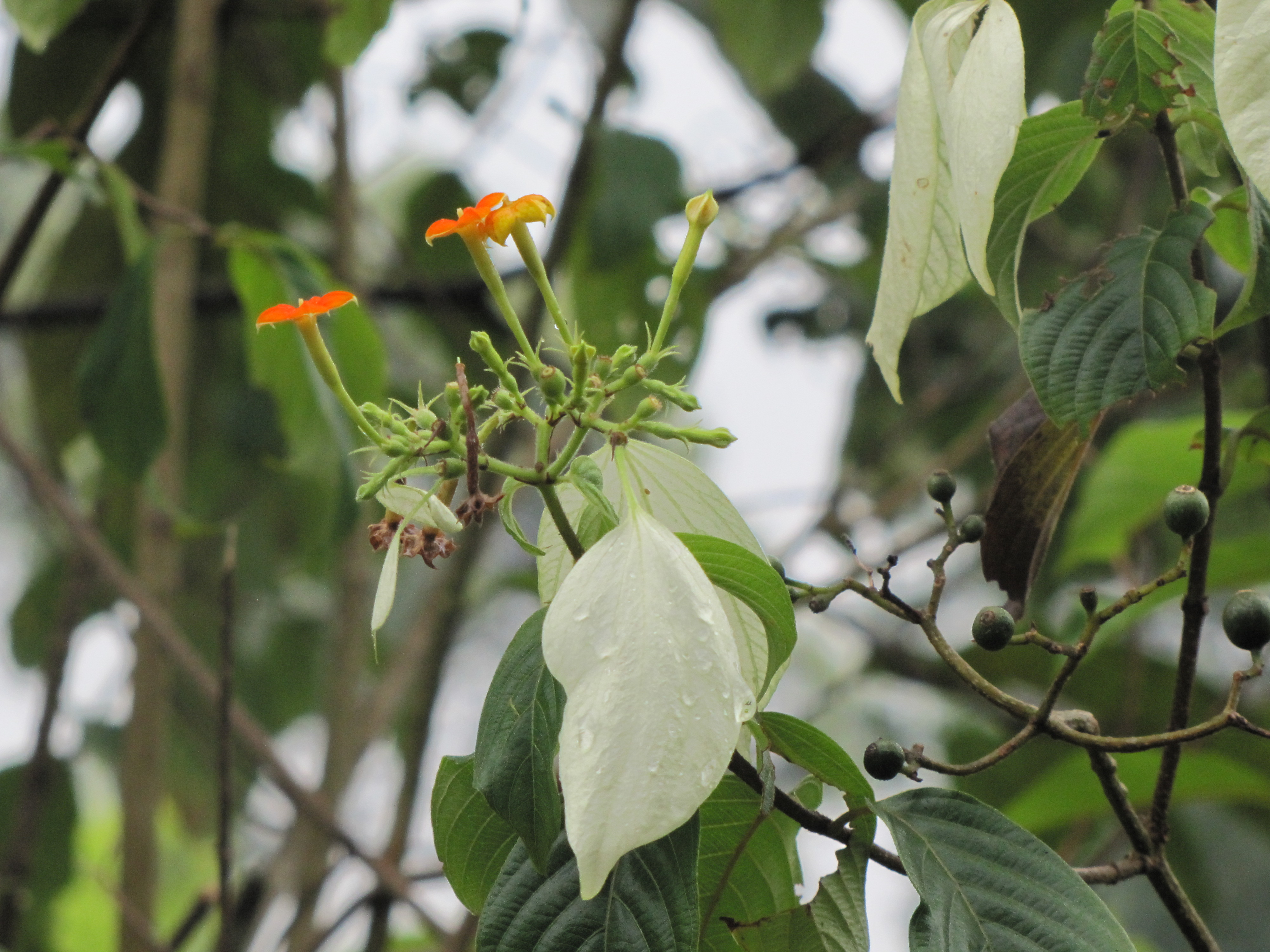
コンロンカの1種（Mussaenda philippica）

## 利用
装飾花は目を引くので、特に手まり咲きは鑑賞価値が高く、アジサイはその代表的存在である。スイカズラ科のものにも、アジサイのように園芸的に作り出された手まり咲きのもの（ヤブデマリの変種のオオデマリなど）がある。
なお、このような観点から装飾花の分化や発生の機構も研究されているが、詳しいことはまだわかっていない。